# 花魁淵

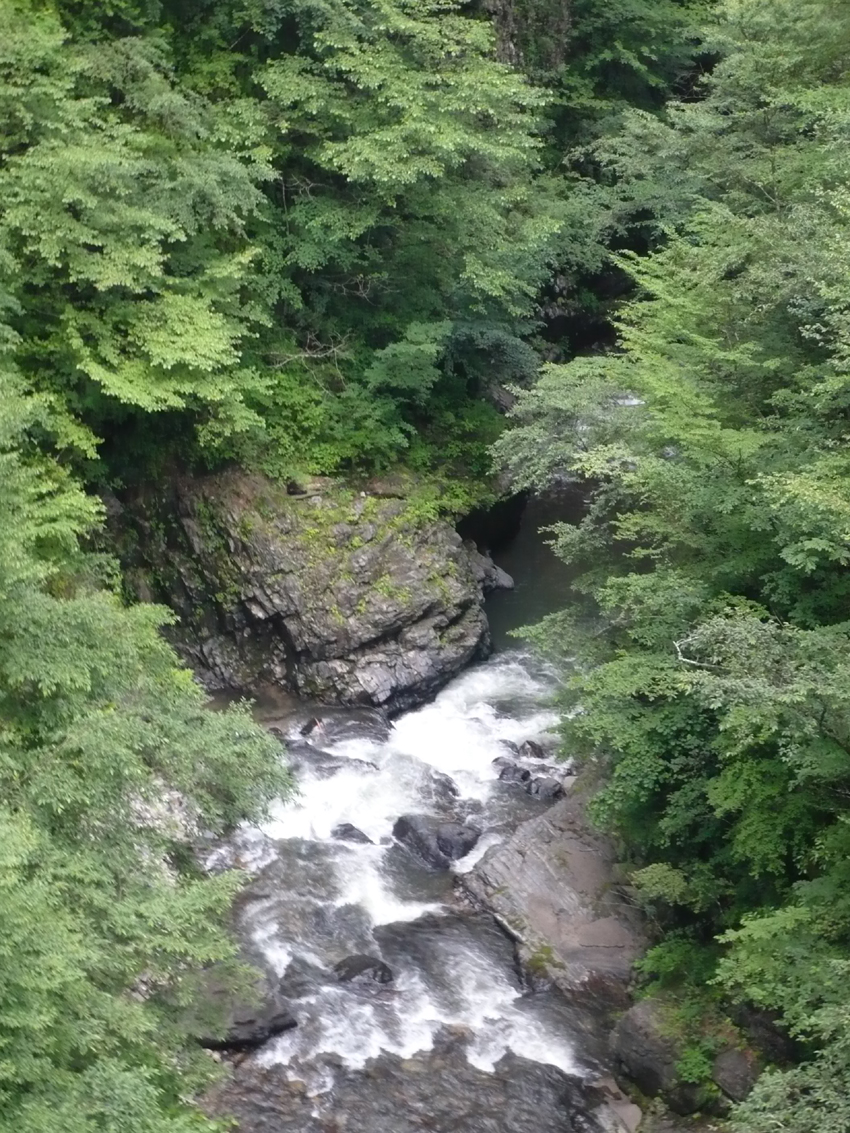
花魁淵

花魁淵（おいらんぶち）は、山梨県甲州市塩山一之瀬高橋にある滝・史跡。おいらん淵・オイラン淵とも書かれ、淵を渕と書くこともある。花魁淵と漢字で表記されていることはあまりない。
国道411号（青梅街道）旧道（現在は通行止）沿いの、甲州市と北都留郡丹波山村の境にあり、地元では銚子滝と呼ばれている。花魁淵の名は、戦国時代に起きたと伝えられる悲劇に由来するとされている。
天保十三年に山田早苗（1773-1855）著「玉川泝源日記」には五十人淵とある。五十五人淵とも言われている。

## アクセス
花魁淵は山梨県甲州市の国道411号沿いにあったが、花魁淵付近は地形が険しく、崖崩れによる通行止めもたびたび発生していたため、2011年11月21日に付近の国道は複数のトンネルを含むバイパス道路に変更され、花魁淵前の道路は現在旧道となっている。また、旧道はバイパスの開通と同時に厳重に閉鎖され立入禁止となっており（従って現在は花魁淵に近づくことができない）、山梨県による廃道化工事が行われる予定である。

## 概要
花魁淵まで通行可能であった頃の記述である。
国道411号（青梅街道）旧道（現在は通行止）下り線側（塩山方面）の谷側に車両数台分の駐車スペースがあり、旧塩山市（現・甲州市）および塩山市観光協会の案内板、および立正佼成会の支部が建立した慰霊碑が建てられている。また谷に向かって張り出したコンクリート製の展望台と手すりがあり、その下には滝が流れている。
周辺は、渓流釣りや山菜採り、トレッキングやドライブ・ツーリング等で訪れる人も多く、晴れた昼間には長閑な山岳路の雰囲気を満喫することができ、特に新緑の頃と紅葉の時期には絶好のドライブスポットとなる。
丹波川（たばがわ）を挟んで向かいの鶏冠山（黒川鶏冠山）の山中には、黒川千軒と呼ばれる金山（黒川金山）の遺構が現在も存在している。黒川金山は、古くは武田家の隠し金山と言われ、武田信玄の時が最盛期でこの時の武田軍の軍資金の多くがここから産出したとされている。また一度閉山された後、江戸時代に大久保長安により採掘が行われ、現存する黒川千軒の遺構はこの時代のものとされる。
この地域は、地質的な性質から黒川金山以外にも多数の金山が存在し、これらの金山が閉山した後も、現在でも川沿いでは稀に砂金などが採取されることもあるという。

## 由来と背景
武田勝頼の死による甲州征伐の折、武田氏の隠し金山と言われたこの黒川金山も閉山となった。この時、金山の秘密が漏れることを危惧した金山奉行・依田の主導で、鉱山労働者の相手をするため遊廓にいた55人の遊女と金山に従事した配下の武士を皆殺しにすることを決め、酒宴の興にと称して柳沢川の上に藤蔓で吊った宴台の上で彼女らを舞わせ、舞っている間に蔓を切って宴台もろとも淵に沈めて殺害した。
この伝説にはもう一説あり、原全教著（山小屋四十号）には、「足手まといの坊主と遊女のうち、遊女は藤尾橋の少し下流の淵へ叩き込んだ。今そこを五十五人淵という。（割愛）坊さんは全部で十二人、これは今坊主淵の称のある深淵へ叩き込んだ」とあり、遊女のほかに坊主も殺害されたと書いている。
比留間とくえ著「民間の伝承　おいらん淵　武田勝頼戦国動乱の蔭に」では、「実際に事があったのは落合に近い藤尾橋の付近である事は、郷土史家たちの一致した意見である。」と記してあり、泉昌彦著「伝説と怪談シリーズ第1集」にも「藤尾橋下のカーブのところである。」と記される。
今の花魁淵にある立正佼成会の支部が建立した慰霊碑は、東京都水源林に勤めていた中川金治が、伝説にふさわしい場所ということで移し替えたものである（一説には青梅街道の傍らに慰霊碑があって、通行の妨げになることから移し替えたとされる）。
今の花魁淵は、明治十年に東京市水道局の中川金次郎（一説には東京市助役田島勝太郎）が水源地を作るため最初にこの土地を訪れた時この淵を見て「ああいい淵だな、まるでおいらんがきれいにお化粧して夜店の前に出たようだな。」と形容したことから語り継がれているとされている。
下流の丹波山村には、この際の遊女たちの遺体を引き上げて供養したとされる小祠が明治四十年まであり、小祠の中にはやり手婆を中にして両側に五十五人のおいらんが居並ぶ木像があったが水害で長らく失われ、1988年（昭和63年）に再建されている（西東京バス丹波バス停下車、徒歩15分）。